# نظام الدين أحمد باشا
محمود أوغلو نظام الدين أحمد باشا (بالتركية الحديثة : Nizamüddin Ahmed Paşa ) هو سياسي عثماني. ثاني صدر أعظم في الدولة العثمانية، شغل المنصب في عهد السلطان أورخان غازي، مدة ولايته دامت سبعة عشر سنة من 731-749هـ الموافق 1331-1348م.